# إيمانويل أغبادو
إيمانويل أغبادو (مواليد 17 يونيو 1997) هو لاعب كرة قدم من ساحل العاج يلعب في مركز قلب الدفاع في نادي يوبين.

## روابط خارجية
- إيمانويل أغبادو على موقع قاعدة بيانات كرة القدم.إي يو (الإنجليزية)
- إيمانويل أغبادو على موقع ناشيونال فوتبول تيمز (الإنجليزية)
- إيمانويل أغبادو على موقع Soccerbase.com (لاعب) (الإنجليزية)
- إيمانويل أغبادو على موقع Soccerway.com (الإنجليزية)
- إيمانويل أغبادو على موقع عالم كرة القدم.نت (الإنجليزية)